# Nogajská step

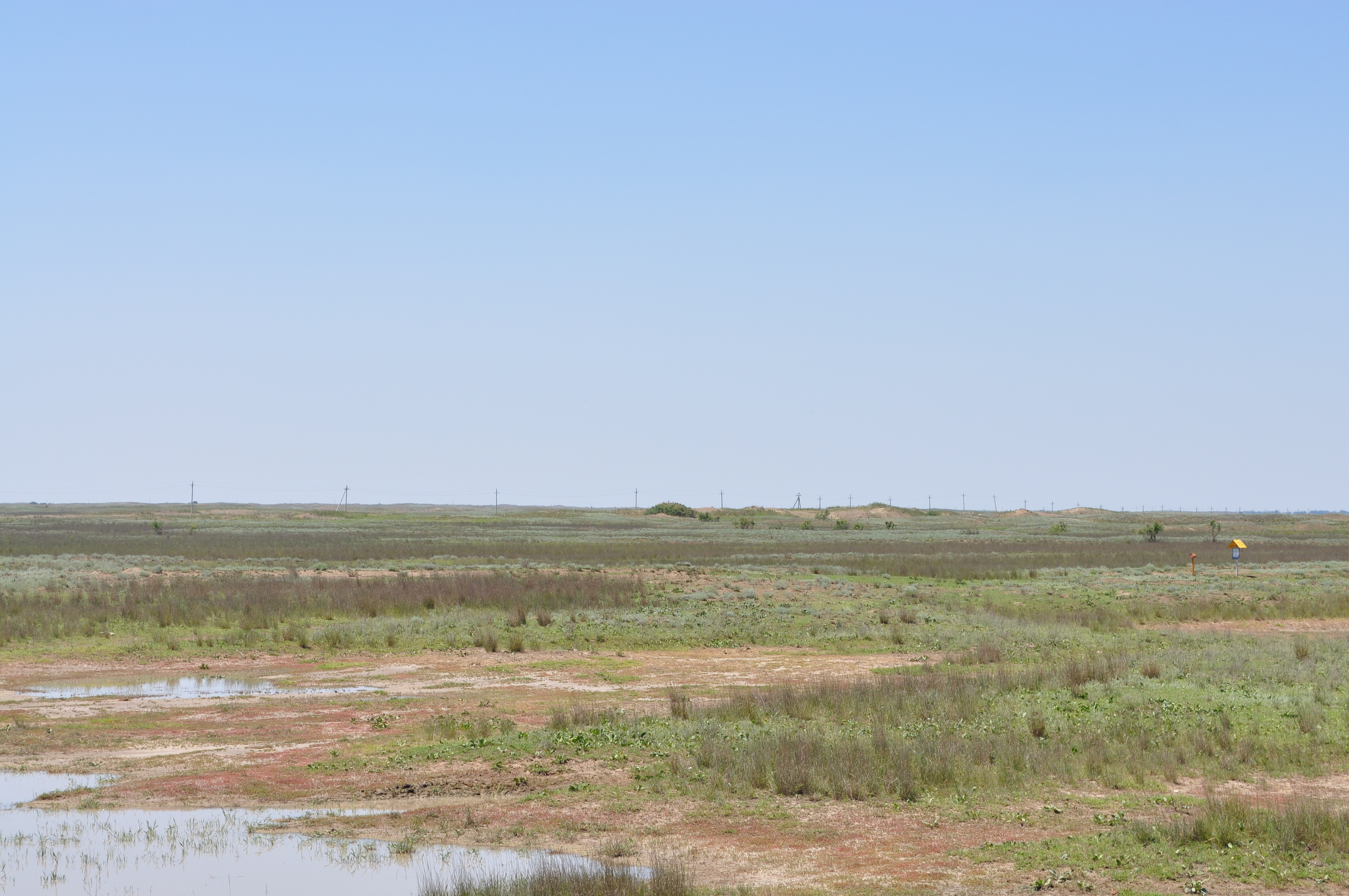
Nogajská step, focena během dne

Nogajská step je aridní bezlesá rovinatá oblast na východě Severního Kavkazu severně od řeky Těrek. Step se rozprostírá na území severního Dagestánu, Stavropolského kraje, Čečenské republiky a Kalmycké republiky. Název pochází od etnonyma Nogajců, kteří v oblasti kočovali v době příchodu Rusů v 16. století.

Nogajská step je tvořena převážně polopouští porostlou pelyňkem a velkých úseků písečných dun, které na jihu a jihozápadě ustupují stepi porostlé travinami.

## Podnebí
Podnebí Nogajské stepi je kontinentální, suché a s ročními srážkami menšími než 300 mm. Průměrná teplota teplého období (duben - říjen) je cca 19 °C a chladného období (listopad - březen) je cca 1 °C. Nejnižší teplota je v lednu, kdy dosahuje i přes -30 °C a teplotní maxima jsou v srpnu, kdy teplota dosahuje přes 40 °C. Léto je dusné, zima se vyznačuje minimálním množství srážek (v průměru asi 40 mm).

## Dezertifikace stepi
Nogajská step je vhodná zejména pro kočovný chov skotu. Během sovětské éry byly miliony zvířat přepravovány kamiony do Nogajské stepi. Intenzivním chovem dobytka na stepi došlo k poškození 70 % pastvin a 25 % pastvisek se stalo oblastmi škodlivými pro zvířata.
Step v ruském Dagestánu se mění na neúrodnou písečnou poušť. Dezertifikace Nogajské stepi začala od roku 2000. Pastviny zde postupně zakrývá písek. Místní lidé přičítají vinu privatizaci pozemků v polovině 90. let 20. století. Podnikatelé se mj. přestali starat o přísun vody do jezer, která celý proces dezertifikace zpomalovala. Vyschlá pláň byla následně rozparcelována a rozprodána jako farmářské pozemky.
Díky dezertifikaci ze stepi prakticky zmizela sajga tatarská.